# Estació de Nozaki (Osaka)
L'estació de Nozaki (野崎駅, Nozaki eki) és una estació de ferrocarril localitzada al municipi de Daitō, a la prefectura d'Osaka, Japó i propietat de la Companyia de Ferrocarrils del Japó Occidental (JR West). Presta servei a la línia Katamachi o Gekkentoshi i el seu número d'estació és el JR-H35.

## Història

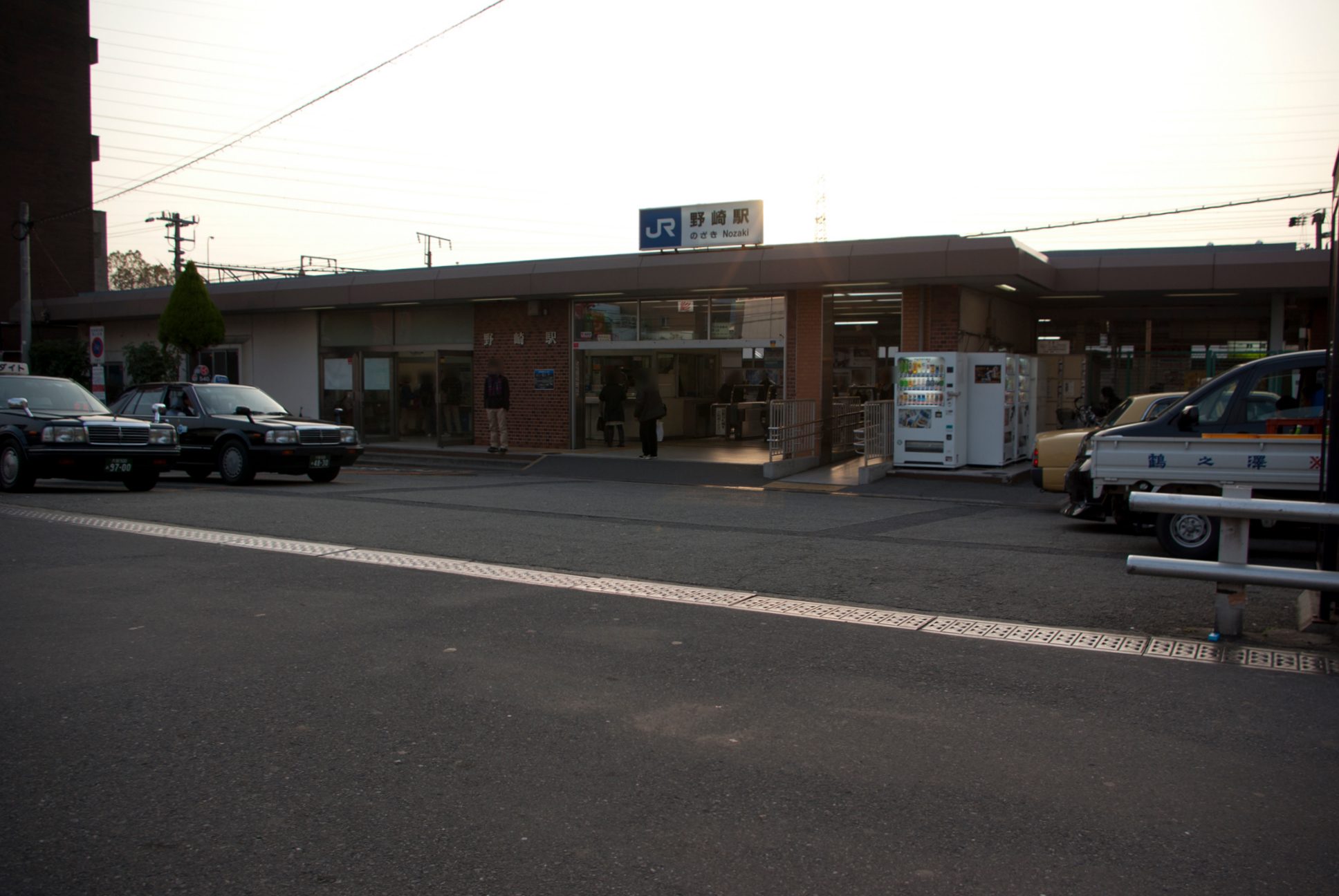
Antic edifici (2010)

L'estació de Nozaki fou inaugurada el 15 de maig de 1889 com a parada provisional entre les estacions de Shijōnawate i Suminodō pel Ferrocarril de Kansai. Ja l'1 d'octubre de 1907, en virtut de la llei de nacionalització dels ferrocarrils, l'estació passa a formar part dels Ferrocarrils Nacionals del Japó (FNJ). Entre els anys 1909 i 1913 l'estació forma part de la línia Sakuranomiya per a finalment acabar a la línia Katamachi fins a l'actualitat. L'estació va passar a ser permanent el 21 d'abril de 1912. El 27 de febrer de 1969 l'estació passa a ser de doble via. L'1 d'abril de 1987, amb la privatització i dissolució dels FNJ, l'estació passa a la seua empresa successora, la Companyia de Ferrocarrils del Japó Occidental o JR West. L'1 de novembre de 2003 s'introduí el servici de targeta intel·ligent ICOCA. Com a mesura favorable al turisme, el 17 de març de 2018 s'introduí la numeració d'estació. El 22 de febrer de 2020 començà la construcció del nou edifici de l'estació, que finalitzà l'any 2021.

## Línies
| Companyia de Ferrocarrils del Japó Occidental |                   |
| Shijōnawate (JR-H34)                          |                   |
| Línia Katamachi                               | Suminodō (JR-H36) |